# Heinrich Bach
Heinrich Bach (16 de septiembre de 1615 - 10 de julio de 1692) fue un organista alemán. Fue cabeza de la rama de Arnstadt de la familia Bach.
Fue el último hijo de Johann (Hans) Bach. Nació en Wechmar, de donde fue organista desde 1641 en la Oberkirche y la Liebfrauenkirche de Arnstadt, donde murió.
Dejó obras vocales y corales para órgano; sólo ha llegado una a nosotros, la cantata Ich danke dir, Gott. 
Tres de sus hijos fueron músicos:
- Johann Christoph Bach (1642-1703)
- Johann Michael Bach
- Johann Günther Bach

## Enlaces relacionados
- «Heinrich Bach» en la Biblioteca Coral de Dominio Público (CPDL).